# Cezary Haller de Hallenburg
Cezary Haller de Hallenburg (17. dubna 1875 Jurczyce – 26. ledna 1919 Kończyce Małe) byl rakouský politik polské národnosti z Haliče, na počátku 20. století poslanec Říšské rady.

## Biografie
Působil jako důstojník a politik. V době svého působení v parlamentu se uvádí jako statkář v obci Jurczyce. Za první světové války sloužil jako nadporučík v armádě.
Působil také coby poslanec Říšské rady (celostátního parlamentu Předlitavska), kam usedl ve volbách do Říšské rady roku 1911, konaných podle všeobecného a rovného volebního práva. Byl zvolen za obvod Halič 38.
Uvádí se jako polský konzervativní poslanec. Po volbách v roce 1911 byl na Říšské radě členem poslaneckého Polského klubu.
Padl v průběhu Sedmidenní války o Těšínsko.
V politice byli aktivní i jeho strýcové Władysław Haller von Hallenburg (1834–1897) a Cezary Emil Haller von Hallenburg (1822–1915), stejně jako prastrýc Józef Haller (1783–1850).